# العلاقات السعودية الساموية
العلاقات السعودية الساموية هي العلاقات الثنائية التي تجمع بين السعودية وساموا.

## مقارنة بين البلدين
هذه مقارنة عامة ومرجعية للدولتين:
| وجه المقارنة                                              | السعودية        | ساموا                        |
| --------------------------------------------------------- | --------------- | ---------------------------- |
| المساحة (كم2)                                             | 2.25 مليون      | 2.84 ألف                     |
| عدد السكان (نسمة)                                         | 33.00 مليون     | 196.44 ألف                   |
| الكثافة السكانية (ن./كم²)                                 | 14.67           | 69.17                        |
| العاصمة                                                   | الرياض، الدرعية | أبيا                         |
| اللغة الرسمية                                             | اللغة العربية   | لغة إنجليزية، اللغة الساموية |
| العملة                                                    | ريال سعودي      | تالا ساموي                   |
| الناتج المحلي الإجمالي (بليون دولار)                      | 683.83 مليار    | 856.63 مليون                 |
| الناتج المحلي الإجمالي (تعادل القوة الشرائية) بليون دولار | 1.69 تريليون    | 1.15 مليار                   |
| الناتج المحلي الإجمالي الاسمي للفرد دولار أمريكي          | 20.48 ألف       | 3.94 ألف                     |
| الناتج المحلي الإجمالي للفرد دولار أمريكي                 | 52.01 ألف       | 5.79 ألف                     |
| مؤشر التنمية البشرية                                      | 0.837           | 0.702                        |
| رمز المكالمات الدولي                                      | +966            | +685                         |
| رمز الإنترنت                                              | .sa             | .ws                          |
| المنطقة الزمنية                                           | ت ع م+03:00     | ت ع م+13:00                  |

## منظمات دولية مشتركة
يشترك البلدان في عضوية مجموعة من المنظمات الدولية، منها:
| علم المنظمة | اسم المنظمة                               | تاريخ انضمام السعودية | تاريخ انضمام ساموا |
| ----------- | ----------------------------------------- | --------------------- | ------------------ |
|             | يونسكو                                    | 4 نوفمبر 1946         | 3 أبريل 1981       |
|             | البنك الدولي للإنشاء والتعمير             | 26 أغسطس 1957         | 28 يونيو 1974      |
|             | منظمة حظر الأسلحة الكيميائية              | ?                     | ?                  |
|             | الأمم المتحدة                             | 24 أكتوبر 1945        | 15 ديسمبر 1976     |
|             | مؤسسة التمويل الدولية                     | 18 سبتمبر 1962        | 28 يونيو 1974      |
|             | المركز الدولي لتسوية المنازعات الاستشارية | 7 يونيو 1980          | 25 مايو 1978       |
|             | وكالة ضمان الاستثمار متعدد الأطراف        | 12 أبريل 1988         | 27 سبتمبر 2002     |
|             | الاتحاد البريدي العالمي                   | ?                     | ?                  |
|             | مؤسسة التنمية الدولية                     | 30 ديسمبر 1960        | 28 يونيو 1974      |
|             | منظمة الشرطة الجنائية الدولية             | 13 يونيو 1956         | ?                  |
|             | منظمة التجارة العالمية                    | 11 نوفمبر 2005        | ?                  |
|             | الاتحاد الدولي للاتصالات                  | 7 فبراير 1949         | 7 أكتوبر 1988      |

## وصلات خارجية
- موقع وزارة الخارجية السعودية